# Udayadityavarman Ier
Udayadityavarman Ier est un roi d'Angkor qui a régné de 1001 à 1002 apr. J.-C.

## Contexte
Neveu maternel de son prédécesseur Jayavarman V (968-1001), il ne règne que peu de mois. Sa disparition déclenche une guerre civile de neuf ans. Il a pour successeur à Yaçodhapura un prince de la famille royale nommé Jayaviravarman (1002-1010).